# Empresa de Ônibus Vila Galvão
Empresa de Ônibus Vila Galvão é uma empresa de ônibus da cidade de Guarulhos no estado de São Paulo, foi fundada em 4 de fevereiro de 1949 e opera linhas municipais e opera também linhas intermunicipais através do Consórcio Internorte e pertence ao Grupo NIFF.
Em 1966 a empresa foi comprada pela Família Setti-Braga da Auto Viação ABC onde foram proprietários até 2002 quando a empresa passou a ser de propriedade do Grupo NIFF.

## Historia

Veiculo da Empresa de Ônibus Vila Galvão em 2012.

No final da década de 60 e inicio da década de 70 a Empresa de Ônibus Guarulhos travou uma briga com a Empresa de Ônibus Vila Galvão, o problema era que as duas empresas eram as únicas que operavam na época todas as linhas municipais da cidade e também maioria das linhas intermunicipais de Guarulhos outras cidades e por isso nenhuma das duas empresas podia ultrapassar o território da outra, a Vila Galvão por exemplo tinha linhas intermunicipais para várias regiões da Zona Norte e por isso a E.O. Guarulhos não poderia atuar nessa região, enquanto a E.O. Guarulhos tinha várias linhas para a Zona Leste e Centro de São Paulo e por isso a E.O. Vila Galvão não poderia explorar linhas nessas regiões, o conflito só foi encerrado quando novas empresas passaram a atuar no sistema de transporte de Guarulhos e assim aumentando a concorrência entre as companhias de ônibus.
Em janeiro de 1977 era uma das duas empresas que operam o transporte municipal de Guarulhos com 30% de participação, os outros 70% ficavam com a Empresa de Ônibus Guarulhos.
Em março de 2003 assumiu todas as linhas intermunicipais que pertenciam a Atlântico Transportes (antiga Viação Canarinho), por isso a empresa investiu 9 milhões de reais na compra de 70 novos ônibus modelo Marcopolo Viale OF-1417 e também comprou novos equipamentos para as garagens da empresa.Em outubro de 2004 adquiriu mais 20 Marcopolo Viale OF-1418 para as linhas municipais e estreou também uma nova pintura.
Em 2005 inaugurou a sua nova garagem ao lado da Rodovia Presidente Dutra no Km 223 com 6.700m² de área construída,a empresa teve que construir uma nova sede devido que a sua antiga garagem que ficava no bairro da Vila Galvão já não comportava o grande número de veículos que a empresa tinha.

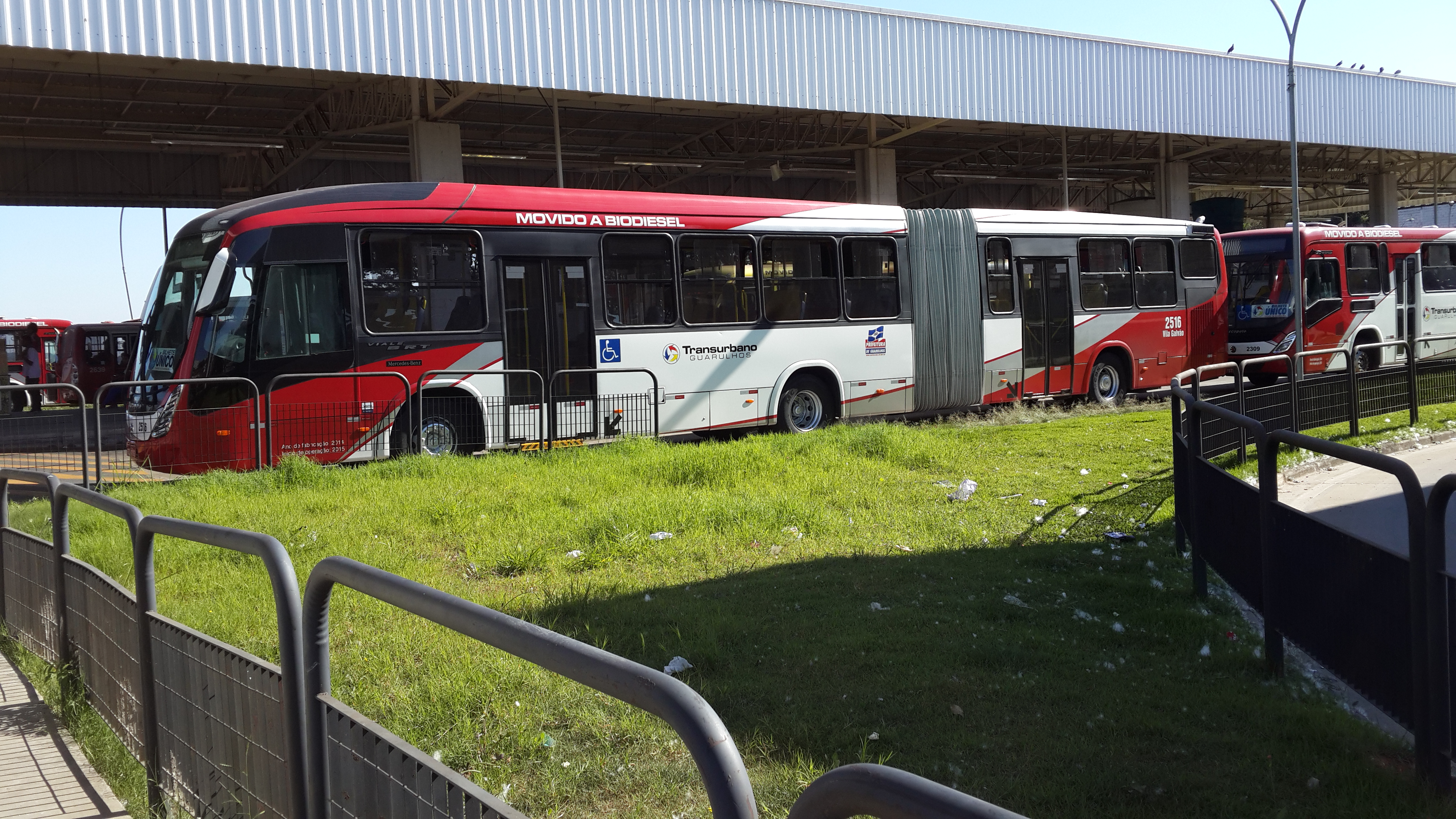
Marcopolo Viale BRT da Empresa de Ônibus Vila Galvão no bairro do São João em Guarulhos - SP.

Com a nova licitação dos transportes de Guarulhos em 2010, a cidade foi divida em 3 áreas e cada uma com uma empresa e a E.O. Vila Galvão passou a atuar na área 2, fazendo linhas nos bairros do São João, Fortaleza, Santos Dumont, Presidente Dutra, Ponte Alta e entre muitos outros, de 2010 a 2020 as três companhias que fazem o transporte municipal de Guarulhos teriam que repassar a prefeitura da cidade cerca de 2,1 bilhões de reais, sendo que a Empresa de Ônibus Vila Galvão seria responsável por 673 milhões de reais desse montante.
Em dezembro de 2014 investiu 14 milhões de reais na compra de 20 ônibus novos modelo Marcopolo Viale BRT articulados com 19 metros de comprimento. Os veículos foram comprados devido a implantação de novo corredor de ônibus na cidadee que começaram a rodar no dia 25 de Maio de 2015.
Em 2016 a empresa tem uma frota de cerca de 500 ônibus, opera 53 linhas (sendo 30 intermunicipais e 23 municipais) e possui duas garagens, sendo uma nas margens da Rodovia Presidente Dutra no KM 223 próxima ao centro de Guarulhos e outra no bairro do Jardim Santo Expedito (região do distrito do Lavras) e exclusiva somente para as linhas municipais.